# Zákon na ochranu míru
Zákon na ochranu míru byl československý zákon přijatý 20. prosince 1950 v odpovědi na výzvu II. světového kongresu obránců míru. Vyhlášen byl ve Sbírce zákonů pod číslem 165/1950 Sb. Zákon byl novelizován trestním zákonem, kterým byla snížena horní hranice trestu odnění svobody na 15 let. Zrušen byl 1. ledna 2010 novým trestním zákoníkem.
Zákon na ochranu míru zavedl trestný čin proti míru, který postihoval podněcování k válce i propagaci války za účelem rozrušení mírového soužití národů. Za něj hrozil trest odnětí svobody v základní sazbě na jeden rok až 10 let; případně na 10 let až 25 (po novelizaci 15) let, pokud by šlo o spolčení, pokud by byl spáchán ve značném rozsahu nebo pokud by zde byla jiná přitěžující okolnost.